# Röd brännmanet
Röd brännmanet (Cyanea capillata), tillhörande klockmaneterna, är den art av maneter med störst känd medusa.

## Utbredning
Den förekommer i de kylslagna vattnen i Arktis, norra Atlanten och norra Stilla Havet, dock sällan söder om 42° nordlig latitud. Noteras bör att tillväxt hos de enstaka individerna hämmas i varmare vatten, varför de största exemplaren påträffas i de kallaste vattnen. I Sverige påträffas denna manet längs med västkusten och in i den sydvästra delen av Östersjön. Det finns liknande maneter i haven runt Australien och Nya Zeeland som eventuellt är samma art.

## Utseende
De röda brännmaneternas medusor kan bli över 2 meter i diameter över klockan, men det förekommer också mycket små brännmaneter. De största exemplaren kan ha tentakler ("bränntrådar") som är 40 meter långa. Färgen bestäms i hög grad av storleken. Stora individer har klarröd eller mörkt lila färg, medan små individer närmast är orangefärgade.
Den röda brännmaneten har en klocka som är indelad i åtta lober, vilket får den röda brännmaneten att likna en åttauddig stjärna. Från klockans centrum växer det ut små korta färgade munarmar. Bränntrådarna är mycket klibbiga och grupperade i åtta knippen. Varje knippe innehåller 65-150 trådar, som är uppställda i rader.

## Giftighet
Den enda delen av brännmaneten som inte "bränns" är klockans ovansida. Brännmaneter utsöndrar ett gift från sina tusentals nässelceller, vilka dels sitter på tentaklerna, men i högre antal allt närmre manetens mun. Beröring av tentakler är mycket obehagligt och tämligen smärtsamt. Att simma eller dyka rakt på eller igenom ett större exemplar, så att stora delar av kroppsytan kommer i beröring med maneten fordrar sjukhusvård.
Även på döda maneter eller delar av maneter utlöses dess nässelceller på samma sätt som på levande organismer. Att till exempel kasta stenar på brännmaneter i syfte att kunna bada är därför kontraproduktivt. Upptäcks enstaka exemplar på en badplats kan man plocka upp dem på land med hjälp av en håv. Maneten torkar då snabbt ut och även dess nässelceller förstörs.
Behandling sker först och främst genom att kvarsittande tentakler plockas bort med pincett. Många "huskurer" finns beskrivna, och av dessa måste främst metoden "att skrubba såren med sand" avskrivas, detta förvärrar endast skadan även om kvarvarande tentakler först har tagits bort. Spolning med saltvatten kan ge viss lindring, bland annat genom att det kyler. Kylbalsam kan också dämpa, men vinäger rekommenderas inte längre, då det kan förvärra skadan. Svåra fall behandlas på sjukhus med antihistaminer och (vid behov) hjärt-lungräddning. De flesta dödsfall i samband med brännmaneter beror dock på drunkning eller hjärtinfarkter på djupt vatten.
Alla djur påverkas inte på samma sätt av giftet. Röd brännmanet ingår i dieten hos bl.a. havslädersköldpadda som periodvis äter stora mängder av den.

## Livscykel
Alla klockmaneter har en livscykel som består av fyra faser: ägg, larv, polyp samt medusa, själva maneten. När de fullvuxna medusorna är könsmogna producerar de honliga individerna ägg vilka mognar fastklibbade i klockans underrede när de befruktats. När äggen är mogna, faller de till botten där de efter en tid kläcks till en frisimmande larv, som under en tid växer sig större. Slutligen fäster den fullvuxna larven sig på ett fast föremål, exempelvis en sten, och bildar en polyp. Efterhand som polypen växer, lossnar skivor från polypens övre del och bildar nya små medusor, vilka snabbt kan växa i storlek under bra förhållanden. Temperaturen är här mindre viktig än bottenvattnets salinitet, detta är orsaken till avsaknaden av brännmanet i Östersjön. Det är värt att notera att av manetens fyra stadier är det enbart i vartannat stadium organismen intar näring, som frisimmande larv och som medusa.

## Sverige

Simmande röd brännmanet i Lysekils kommun. Fotot bör ses i full storlek för bästa kvalitet.

I svenska vatten blir den röda brännmaneten vanligen inte mer än 50–60 centimeter i diameter under badsäsongen. Under hösten kan enstaka exemplar dock bli närmare 1 meter i diameter. I Bohuslän kan de uppträda i stort antal redan i slutet av maj, längs Hallandskusten kring midsommar och i Öresund från en bit in i juli. Som nämnts trivs brännmaneter bäst i kallt vatten, detta saknar dock betydelse när maneterna väl kommit in på grundare vatten. Brännmaneter kan uppträda i stora antal även vid relativt höga badtemperaturer. 
Brännmaneten fortplantar sig i svenska vatten längs hela västkusten ner till Öresund. Den kan dock följa strömmar in i sydvästra Östersjön. Tester i laboratoriemiljö har dock visat att röd brännmanet inte är så känslig för salthalten som man tidigare trott.